# Victorinox
Victorinox je poznati švicarski proizvođač džepnih nožića, kuhinjskih noževa, satova, opreme za putovanja i parfema. Sjedište firme i tvornica smješteni su u švicarskom gradu Ibachu u kantonu Schwyz. Victorinox je najpoznatiji po proizvodnji džepnih nožića. Švicarske firme Victorinox i Wenger jedine su imale pravo koristiti ime SAK (eng. Swiss Army Knife) za svoje nožiće. Victorinox je 2005. godine kupio Wenger, a od 2014. zaustavljena je proizvodnja Wenger noževa te od tada jedino Victorinox proizvodi originalne Švicarske vojne noževe poznate skraćeno kao Švicarce. 
Karl Elsener I. 1884. godine pokreće proizvodnju džepnih nožića, a već 1891. prvi nožići isporučeni su švicarskoj vojsci. U 2010. godini proizvodili su 15 milijuna nožića godišnje, a do kraja 2017. proizveli su više od 500 milijuna džepnih nožića.